# گونتر برنه‌که
گونتر برنه‌که (آلمانی: Günther Brennecke؛ زادهٔ ۱۳ ژانویهٔ ۱۹۲۷) بازیکن هاکی روی چمن اهل آلمان بود.